# Ignacio Ávalos
Ignacio Ávalos (1908 - 1973) fue un militar argentino que fue secretario de Guerra bajo la presidencia de Arturo Umberto Illia.

## Reseña
Fue oficial de artillería egresado del Colegio Militar con la promoción 53. Era hermano menor del general de brigada Eduardo Ávalos, que mandó a prisión a Juan Domingo Perón en 1945. Dado de baja por el peronismo, fue reincorporado por Eduardo Lonardi y ascendido a general de brigada.
Fue parte del sector legalista, y así fue elegido para desempeñar como secretario de Guerra bajo la presidencia de Arturo Umberto Illia. En profundas diferencias con el comandante en jefe Juan Carlos Onganía renunció a fines de 1965. Fue reemplazado por su segundo el general de brigada Eduardo Rómulo Castro Sánchez.